# مالك بن صعصعة
مالك بن صعصعة بن وهب بن عدي بن مالك بن عدي بن عامر بن غنم بن عدي بن النجار., المشهور براوي حديث المعراج، روى عنه أنس بْن مالك حديث المعراج. سكن المدينة المنورة ومات فيها.

## نسبه
مالك بن صعصعة بْن وهب بْن عدي بْن مَالِك بْن عدي بْن عَامِر بْن غنم بْن عدي بْن النجار الأنصارى المازنى من بنى مازن بن النجار، أخوه قيس بْن صعصعة الذي شهد أحدًا ، وأخوه الثاني (زفر بن صعصعة)، وله أختين هن: (أم مالك) و(قيس النجود بنت الحارث بن عدي) ، وابن أخيه (أيوب بْن عَبْد الرَّحْمَن بْن صعصعة الْأَنْصَارِيّ).

## روايته للحديث
رُوي لمالك بن صعصة عن الرسول صلى الله عليه وسلم خمسة أحاديث اتفق البخاري، ومسلم على أحدها وهو حديث الإسراء والمعراج ، وروى له ايضًا التِّرْمِذِيّ، والنَّسَائي.
قال الدَّارَقُطْنِيّ: لم يرو عنه غير أنس بن مالك ولا رواه عنه (يعني حديث المعراج) غير قتادة.«الإلزامات والتتبع» صفحة 79.

## حديثالإسراء والمعراج
يسمى حديث الأنبياء أو حديث المعراج أو حديث الإسراء حيث كان لهذا الحديث الذي حفظه مالك من الرسول محمد أبلغ الأهمية لدى المسلمين، فقد أرتفعت مكانة مالك عند المسلمين لما حفظ للإسلام والمسلمين أحد أهم الأحاديث عن رسول الله وأطولها.